# بالي قية
بالي قية هي قرية في مقاطعة مراغة، إيران. عدد سكان هذه القرية هو 152 في سنة 2006.